# Calle de Prudencio María de Verástegui
La calle de Prudencio María de Verástegui es una vía pública de la ciudad española de Vitoria.

## Descripción
La vía, que ostenta el título actual desde el último día de junio de 1897, discurre desde calle de Francia hasta la de los Herrán, donde conecta con la de Logroño. Tiene cruce, además, con la de la Paloma. Aparece descrita en la Guía de Vitoria (1901) de José Colá y Goiti con las siguientes palabras:

Calle de Prudencio María de Verástegui.—Nombre primitivo, dado en 30 de junio de 1897. Principia en la calle de Francia y termina en la del Canciller Ayala.
(Colá y Goiti, 1901, p. 54)

Honra con el título a Prudencio María Verástegui Mariaca (1747-1826), político y militar alavés, diputado general de la provincia y uno de los 69 firmantes del Manifiesto de los Persas, además de miembro de la Real Sociedad Bascongada de Amigos del País. En la calle, que daba a uno de los laterales de la antigua estación de autobuses de la ciudad, han estado a lo largo de los años Radio Vitoria y un cine de nombre Iradier.